# Cresseyus
Cresseyus is een geslacht van eenoogkreeftjes uit de familie van de Bomolochidae. De wetenschappelijke naam van het geslacht is voor het eerst geldig gepubliceerd in 2006 door Ho & Lin.

## Soorten
- Cresseyus centropristis (Cressey, 1981)
- Cresseyus confusus (Stock, 1953)
- Cresseyus longicaudus (Cressey, 1969)
- Cresseyus nudulus Ho & Lin, 2006
- Cresseyus palleucus (Wilson C.B., 1913)
- Cresseyus serratus (Cressey, 1981)